# Robert Kessler
Robert Louis Kessler, detto Bob (Anderson, 25 novembre 1914 – Oakland, 5 settembre 2001), è stato un cestista statunitense, professionista nella NBL.

## Palmarès
- Helms Athletic Foundation All-American (1936)
- NBL Rookie of the Year (1938)
- All-NBL Second Team (1938)